# Mavis Gallant
Mavis Leslie de Trafford Gallant, CC, född Young den 11 augusti 1922 i Montréal, Québec, död 18 februari 2014 i Paris, var en kanadensisk författare som tillbringade en stor del av sitt liv och sin karriär i Frankrike. Hon var mest känd som en novellförfattare men har också utgivit romaner, pjäser och essäer.

## Utgivet på svenska[10]
- 2011 – Från det femtonde distriktet ISBN 9789173893619